# Morač
Morač (lat. Ammi) biljni rod iz porodice štitarki smješten u tribus Apieae, dio potporodice Apioideae. Sastoji se od tri vrste jednogodišnjeg i dvogodišnjeg raslinja rasprostranjenog po Mediteranu, sve od kanara pa do Irana i Arapaskog poluotoka na istoku
U Hrvatskoj raste veliki morač, dok se vrsta uspravni morač (također iz Hrvatske) klasificira rodu Visnaga.

## Vrste
1. Ammi huntii H.C.Watson
2. Ammi majus L.
3. Ammi trifoliatum (H.C.Watson) Trel.

## Sinonimi
- Gohoria Neck.
- Gingidium Hill